# Spino d’Adda
Spino d’Adda ist eine Gemeinde mit 7003 Einwohnern (Stand 31. Dezember 2023) in der Provinz Cremona in der italienischen Region Lombardei.

Via Martiri della Liberazione im Zentrum

## Lage
Der Ort liegt 5 km südlich von Rivolta d’Adda 2 Kilometer vom Ostufer des Adda entfernt, des größten Nebenflusses des Po in der Lombardei, an der Strada Statale SS415, 19 km vom Zentrum Mailands entfernt. Nach Crema im Osten sind es 17 km und nach Lodi im Süden etwa 10 km.

## Ortsteile
Im Gemeindegebiet liegen neben dem Hauptort die Fraktionen (Ortsteile) Erbatico, Fornace, Fracchia-Fracina, Gamello und Resega.

## Persönlichkeiten
- Pasqualino Moretti (* 1947), Radrennfahrer